# 조던 발라조빅
조던 발라조빅(영어: Jordan Balazovic, 1998년 9월 17일~)은 캐나다의 야구 선수이자, 전 KBO 리그 두산 베어스 투수이다.

## 미국 프로야구 시절
2016년에 미네소타 트윈스에 입단하였다.

## 한국 프로야구 시절

### 두산 베어스시절
2024년에 라울 알칸타라를 대체할 외국인 투수로 영입되었다.